# Mateu Estelrich
Mateu Estelrich, né le 2 août 2001 à Santa Margalida, est un coureur cycliste espagnol. 

## Biographie
En 2021, Mateu Estelrich rejoint l'équipe continentale Electro Hiper Europa, où il évolue pendant trois saisons. Durant cette période, il se montre souvent actif dans des échappées. Il termine également onzième d'une étape du Tour du Portugal en 2022, ou encore quinzième du Trofeo Ses Salines-Alcúdia en 2023. 
En 2024, sa formation Electro Hiper Europa fusionne avec la nouvelle structure Illes Balears Arabay, dirigée par Lluís Mas. Il ne fait cependant pas partie des coureurs conservés pour intégrer l'effectif. Mateu Estelrich quitte alors le monde professionnel et prend une licence au club Essax, basé dans la Communauté valencienne,. Au mois de mars, il se distingue en remportant l'Aiztondo Klasika, une manche de la Coupe d'Espagne amateurs.

## Palmarès
- 2024
  - Aiztondo Klasika
  - 2e du Trofeu Santa Anneta
- 2025
  - 2e étape du Tour de Castille-et-León amateurs
  - 3e du championnat d'Espagne sur route amateurs

## Classements mondiaux
| Année                                 | 2023  |
| ------------------------------------- | ----- |
| Classement mondial                    | 2464e |
|                                       |       |
| Légende : nc = non classéSource : UCI |       |